# Dragomance
Dragomance (macedónul: Драгоманце) település Észak-Macedóniában, az Északkeleti körzetben, Sztaro Nagoricsane községben.

## Népesség
| Lakosok száma | 203  | 213  | 238  | 226  | 182  | 165  | 148  | 133  | 124  |
|               | 1948 | 1953 | 1961 | 1971 | 1981 | 1991 | 1994 | 2002 | 2021 |

- 2002-ben 133 lakosa volt, akik közül 124 macedón és 9 szerb.